# Zanshin
Zanshin (残心) is een term die gebruikt wordt in Japanse vechtsporten. Het verwijst naar een staat van bewustzijn - van ontspannen bewustzijn. De letterlijke vertaling van zanshin is "overgebleven geest".
In verschillende vechtsporten verwijst zanshin specifieker naar de houding van het lichaam nadat een techniek is uitgevoerd. 

## Gebruik in vechtsporten
In kyudo verwijst zanshin naar de houding van het lichaam nadat men een pijl heeft geschoten; de houding is bedoeld om de achterliggende betekenis van zanshin tot uiting te brengen, namelijk de geestelijke toestand waarin men zich bevindt voor, na en tijdens een actie.
In karate verwijst zanshin naar een staat van volledig bewustzijn. Het betekent dat men zich bewust is van de omgeving en tegenstander en klaar is om te handelen. 
Bij kendo vertegenwoordigt zanshin de continue toestand van bewustzijn en fysieke paraatheid die men nodig heeft om naar een situatie te kunnen handelen (zoals het pareren van een aanval), terwijl men terugkeert naar kamae (de basisstand). Het is een van de essentiële elementen die een goede aanval definiëren.
Bij aikido oefent men zanshin gebruikelijk door zich te concentreren op de net geworpen uke, of tegenstander, terwijl men kamae in stand houd en zich bewust is van de situatie en mogelijke verdere aanvallen of aanvallers. In de training van de Iwama Stijl wordt zanshin geoefend als het zich bewust zijn van de omgeving en men concentreert zich minder op uke.